# Берстоу, Мейсон
Ме́йсон Пол Джеймс Бе́рстоу (англ. Mason Paul James Burstow; род. 4 августа 2003, Англия) — английский футболист, нападающий клуба «Халл Сити».

## Клубная карьера
Берстоу выступал в футбольной академии «Уэллинг Юнайтед» в 2020 году, затем в этом же году выступал за футбольную академию «Мейдстон Юнайтед», после чего играл за академию «Чарльтон Атлетик» с 2020 по 2021 год.
Он дебютировал за основной состав клуба, выйдя со скамейки запасных 31 августа 2021 года в матче Трофея Английской футбольной лиги против «Кроли Таун».
31 января 2022 года игрок подписал контракт с клубом Премьер-Лиги «Челси», оставаясь в аренде в «Чарльтон Атлетик» до конца сезона 2021/22.
1 сентября 2023 года футболист перешёл в клуб АФЛ «Сандерленд» на весь сезон на правах аренды.